# Amphidiscosida
Ordre
Les Amphidiscosida sont un ordre d'éponges siliceuses.

## Liste des genres, familles, espèces et non-classés
Selon Catalogue of Life (20 avril 2019) :
- famille des Hyalonematidae
- famille des Monorhaphididae
- famille des Pheronematidae

Selon ITIS (20 avril 2019) :
- famille des Hyalonematidae Gray, 1857
- famille des Monorhaphididae Ijima, 1927
- famille des Pheronematidae Gray, 1870

Selon NCBI (20 avril 2019) :
- famille des Hyalonematidae
  - genre Hyalonema
    - Hyalonema agassizi
    - Hyalonema breviradix
    - Hyalonema campanula
    - Hyalonema clarioni
    - Hyalonema depressum
    - Hyalonema obtusum
    - Hyalonema ovuliferum
    - Hyalonema populiferum

  - genre Lophophysema
    - Lophophysema eversa

  - genre Tabachnickia
- famille des Monorhaphididae
  - genre Monorhaphis
    - Monorhaphis chuni
- famille des Pheronematidae
  - genre Pheronema
    - Pheronema raphanus

  - genre Poliopogon
    - Poliopogon microuncinata

  - genre Schulzeviella
  - genre Semperella
    - Semperella crosnieri
    - Semperella schulzei

  - genre Sericolophus
    - Sericolophus hawaiicus

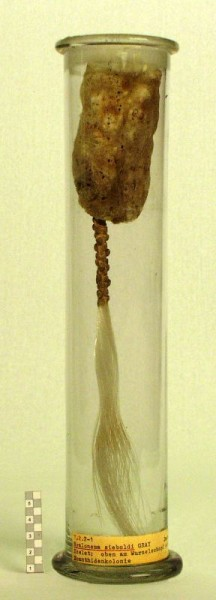
Hyalonema sp. (Hyalonematidae)
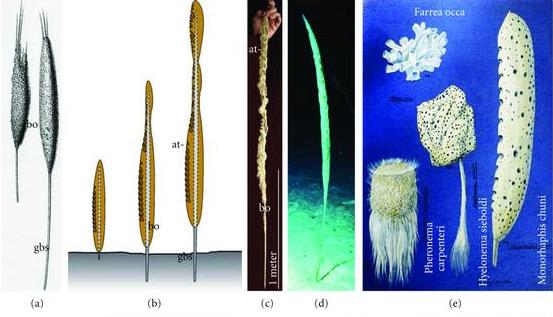
Monorhaphis chuni (Monorhaphididae)
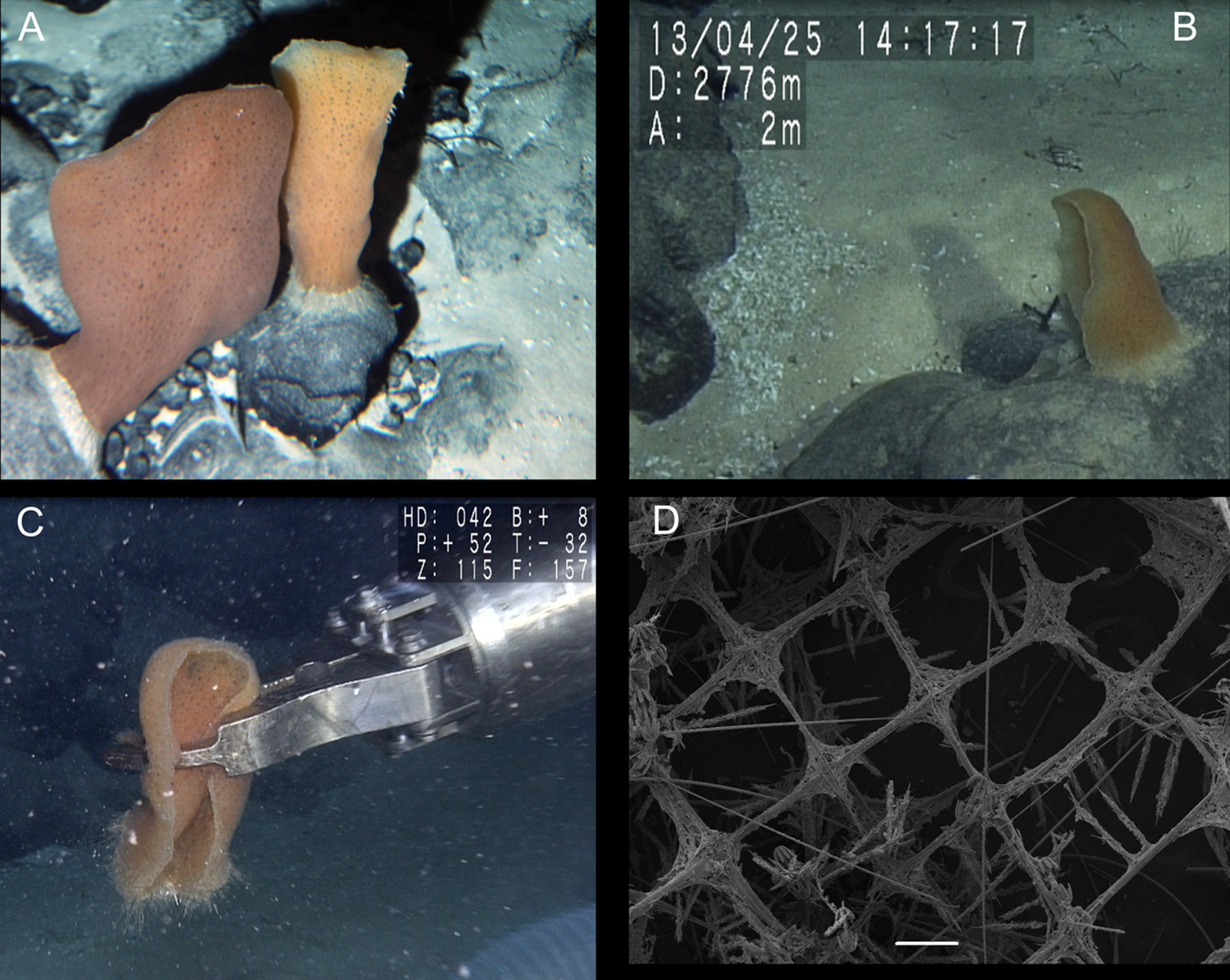
Poliopogon amadou (Pheronematidae)